# نيكولاس بارليتا
نيكولاس بارليتا (بالإسبانية: Nicolás Barletta)‏ (مواليد 21 أغسطس 1938 في مدينة أغوادولسي (بنما))، هو رئيس سابق لجمهورية بنما من 11 أكتوبر 1984 حتى 28 سبتمبر 1985. كان ينتمي للحزب الثوري الديمقراطي.
تخرج من جامعة شيكاغو، وكان من واحدا من المستشارين الموثوق بهم من قبل الجنرال عمر توريخوس، الذي أسند إليه وزارة التخطيط والسياسة الاقتصادية. استقال من هذا المنصب ليصبح نائب رئيس البنك الدولي لأمريكا اللاتينية ومنطقة البحر الكاريبي.
في فبراير 1984 استقال الرئيس ريكاردو دي لا إسبرييا بشكل غير متوقع، وخلفه نائبه خورخي إلويكا الذي قرر عدم ترشيح نفسه للرئاسة. فخاض نيكولاس بارليتا الانتخابات مدعوما من الجيش والحكومة. وخاض الانتخابات ضده السياسي المخضرم أرنولفو آرياس الذي تولى رئاسة الجمهورية من قبل ثلاث مرات، مدعوما من تحالف مجموعة من القوى والأحزاب السياسية. وكان أرنولفو أرياس قد أطيح به عام 1968 خلال انقلاب عسكري.
وكانت تلك هي الانتخابات الأولى في بنما بعد 16 عاما من الحكم العسكري، وهو ما تم الاتفاق عليه في المفاوضات التي ادت إلى توقيع معاهدات توريخوس كارتر حول مصير قناة بنما عام 1977، ويذكر أن بارليتا كان من الوفد المفاوض عن بنما. ولقي بارليتا التأييد الكامل من وسائل الإعلام التي كان العسكر مسيطرين عليها.
مر اليوم الأول من الانتخابات دون احداث العنف، التي اندلعت في اليوم التالي بين أنصار المرشحين أمام مبنى البرلمان حيث يجري فرز الأصوات، وسقط قتيل وعدد من الجرحى. وقد أفادت التقارير أن عملية الانتخاب جرت بشكل اتسم بالاحتيال والتزوير وشراء الأصوات خاصة في المناطق الريفية. وأعلنت النتائج فوز بارليتا بفارق 1713 صوتا عن أرياس. وقالت الولايات المتحدة أن الانتخابات كانت موضع جدل، لكن يمكن الاعتراف بفوز بارليتا على انه خطوة إلى الأمام في بنما.
وعد بارليتا الشعب بخفض معدل البطالة وتحسين الاقتصاد ومكافحة الجريمة، لكنه في نوفمبر 1984 أعلن تدابير التقشف وفض ضريبة نسبتها 7 % على جميع القطاعات. فاندلعت الاحتجاجات في كامل البلاد من قبل الطلبة والعمال والمنظمات المهنية. فتراجع بارليتا عن هذه القرارات.
وبينما كان بارليتا في زيارة لنيويورك، تم العثور على هوغو سبادافورا المعارض لنظام الحكم في بنما مقتولا ومقطوع الرأس بطريقة وحشية. وكان سبادافورا أعلن أنه عثر على أدلة تدين نورييغا بأعمال الاتجار بالمخدرات والأسلحة. وقيل أن شهود عيان شاهدوه مقبوضا عليه من قبل قوات الأمن بالقرب من الحدود مع كوستاريكا، قبل العثور عليه مقتولا.
فوعد بارليتا بالتحقيق في الموضوع وتقديم الجناة إلى العدالة، وحين عاد من نيويورك استدعاه نورييغا وضغط عليه ليقدم استقالته في 27 سبتمبر 1985 بعد 11 شهرا في السلطة. وخلفه نائبه إريك أرتور ديلفايي الذي أعلن عن تشكيل حكومة جديدة في 3 أكتوبر 1985.